# Station Humphrey Park
Humphrey Park is een spoorwegstation van National Rail in Stretford, Trafford in Engeland. Het station is eigendom van Network Rail en wordt beheerd door Northern Rail. 